# Julien Hervieux
Julien Hervieux, connu sous le pseudonyme « Un odieux connard », est un écrivain, blogueur et scénariste français de bande dessinée.
Il se fait connaître par son blog de critiques de cinéma visant les blockbusters Hollywoodiens sur un ton humoristique noir et acerbe.
Julien Hervieux est l'auteur de plusieurs livres liés à la culture geek ou à la Première guerre mondiale, ainsi que le scénariste de la série de BDs historiques Le petit théâtre des opérations pour laquelle il reçoit en 2023 le Prix Atomium.

## Biographie
Né en 1984 à Troyes, Julien Hervieux est à l'origine professeur d'histoire dans cette même ville. Il se fait connaître à partir de 2009 par son site web Le blog d'un odieux connard sur lequel il publie des critiques tournant en dérision les incohérences et les absurdités de nombreux scénarios du cinéma Hollywoodien. Réunissant plusieurs millions de visiteurs uniques sous le slogan « Qu'il est bon d'être mauvais ! », il utilise un humour noir et grinçant reposant en partie sur une mauvaise foi assumée,,. Il publie en parallèle plusieurs livres qui lui permettent avec son blog de quitter son emploi de professeur,.
Il participe à partir de 2015 au festival français des Geek Faëries, consacré à la culture geek,.
En collaboration avec le dessinateur Monsieur le chien, Julien Hervieux crée à partir de 2021 Le petit théâtre des opérations, une série de bandes dessinées racontant les histoires sortant de l'ordinaire de soldats français (entre autres) méconnus, en particulier des poilus de la Première Guerre mondiale. Initialement racontées dès 2017 sous forme de vidéos Youtube, les histoires mises sous forme de BDs sont ensuite présentes dans le périodique Fluide glacial, puis publiées aux Éditions Perrin en plusieurs tomes. Fruit d'un travail de recherche dans la presse et les images d'époque de la Bibliothèque numérique Gallica, Le petit théâtre des opérations entretient un partenariat avec le Ministère des Armées, tandis que le format vidéo sous forme de cinéma muet, richement documenté, est utilisé dans des écoles et des musées,. La BD lui vaut par ailleurs d'être remarqué par Laurent Ruquier, qui l'invite à plusieurs reprises aux Grosses Têtes de RTL courant 2021,. Le troisième tome reçoit le Prix Atomium de Bruxelles au BD Comic Strip Festival de 2023. Il publie la même année Toujours prêtes, un spin off dédié à la participation des Femmes dans la guerre, réalisé en collaboration avec la dessinatrice Virginie Augustin,,.

## Œuvres

### Livres
- À la vie à la guerre : Intégrale, éd. 12-21, 2015 (roman)  (ISBN 978-2-823-81851-2)[15],[16],[17]
- L'Odieux Connard, éd. Points (essais)[18]
  - Tome 1 : Qu'il est bon d'être mauvais, 2015  (ISBN 978-2-7578-5465-5)
  - Tome 2 : La vie c'est bien, le cynisme c'est mieux..., 2016  (ISBN 978-2-7578-5932-2)
  - Briller en soirée avec l'Odieux Connard, 2016  (ISBN 978-2-7578-6368-8)
- Orage, petit seigneur des ténèbres (illustrations de Carine-M), éd. Poulpe Fictions, 2018 (roman)  (ISBN 978-2-37742-013-1)
- L'Aventure Layton : Prêt pour l'aventure ?, éd. Hachette Jeunesse, 2018 (livre à énigmes)  (ISBN 978-2-01-704998-2)
- Le petit théatre des opérations : 1914-1918, éd. Albin Michel, 2018 (livre éducatif)  (ISBN 978-2-226-43746-4)
- Au service de sa majesté la Mort, éd. Castelmore (romans)
  - Tome 1 : L'Ordre des revenants, 2018  (ISBN 978-2-36231-268-7)
  - Tome 2 : De vieux ennemis, 2019  (ISBN 978-2-36231-499-5)
- Bienvenue chez les Loud, éd. Hachette Jeunesse
  - Le journal de Lincoln, 2018  (ISBN 978-2-01-627704-1)
  - 200 super blagues, 2019  (ISBN 978-2-01-709660-3)
- Le grand livre escape game éd. Marabout (livres à énigmes)
  - Le trésor de l'opéra, 2019  (ISBN 978-2-501-14549-7)
  - Lupin, 2021  (ISBN 978-2-501-16650-8)
- L'école des Mini-garous (illustrations de Juliette Lagrange), éd. Poulpe Fictions, 2019 (roman)  (ISBN 978-2-37742-082-7)
- Une parodie de l'Odieux Connard, éd. Bragelonne (romans)[19]
  - Game of Trolls, 2019  (ISBN 979-10-281-0648-5)
  - Naze Wars : La Force du réveil, 2020  (ISBN 979-10-281-0944-8)
- Cap'tain Doudou (illustrations de Luke Séguin-Magee), éd. Auzou (littérature jeunesse)
  - Le goûter oublié, 2021  (ISBN 979-10-395-0069-2)
  - Au voleur !, 2021  (ISBN 978-2-7338-8689-2)
- Sur les rails, éd. Filatures, 2021  (ISBN 978-2-491507-10-7)
- 100 % bio, éd. Poulpe Fictions (livre éducatif)
  - Le temps des Romains vu par un ado et par sa cousine (illustrations de Robin Raffali), 2021  (ISBN 978-2-37742-160-2)
  - La première guerre mondiale vue par deux ados (illustrations d'Anaïs Alvarez), 2024  (ISBN 978-2-37742-283-8)
- Le trésor de la momie (avec Emmanuel Kerner, Raphaël Gauthey et Claire Lelièvre), éd. Deux coqs d'or, 2021 (livre à énigmes)  (ISBN 978-2-01-716074-8)
- SOS Contes de fées (illustrations de Claudia Souza), éd. Auzou (littérature jeunesse)
  - Tome 1 : Un prince trop pressé, 2022  (ISBN 978-2-7338-9710-2)
  - Tome 2 : Drôle de dragon !, 2022  (ISBN 979-10-395-0450-8)
- Lupin, éd. Marabout (livres à énigmes)
  - Le manoir abandonné, 2022  (ISBN 978-2-501-16659-1)
  - Dédale mortel, 2022  (ISBN 978-2-501-16660-7)
- Cahier de vacances pour adultes : Crimes et autres énigmes, éd. Hachette Heroes, 2022 (livre à énigmes)  (ISBN 978-2-01-717836-1)
- Le petit théâtre des opérations, éd. Perrin, 2022 (livre éducatif)  (ISBN 978-2-262-09931-2)
- Roman de l'Avent : Mission cadeaux nuls (illustrations de Diego Funck), éd. Auzou, 2022 (littérature jeunesse)  (ISBN 979-10-395-1641-9)
- Un coup dans les urnes, éd. Alibi, 2023 (roman)  (ISBN 978-2-491506-60-5)
- Un jour nous avons été vivants, éd. Robert Laffont, 2023 (roman)  (ISBN 978-2-221-26694-6)
- Explore le temps, éd. Deux coqs d'or, 2023 (livre à énigmes)  (ISBN 978-2-01-788560-3)
- Céleste et son ami (pas) imaginaire (illustrations de Dorine Ekpo), éd. Skrineo, 2024 (littérature jeunesse)  (ISBN 978-2-38167-275-5)
- Les Magimatous (illustrations de Capriotti Benedetta), éd. Auzou (littérature jeunesse)
  - Tome 1 : La potion des chatons, 2024  (ISBN 979-10-395-5007-9)
  - Tome 2 : La nuit des sorcières, 2025  (ISBN 979-10-395-5491-6)
- Le dictionnaire jubilatoire des méchants de l'Histoire (illustrations de Monsieur le chien, éd. HarperCollins, 2024 (livre éducatif)  (ISBN 979-10-339-1920-9)
- Labo Escape (illustrations de Caroline Ayrault), éd. Deux coqs d'or, 2024 (livre à énigmes)  (ISBN 978-2-01-728663-9)

### Bandes dessinées
- Féréüs le fléau, Tome 2 : Le Fortin du ponant (dessins de Monsieur le chien), éd. Makaka, 2019  (ISBN 978-2-91737-197-8)
- Le petit théâtre des opérations, éd. Audie
  - Tome 1 (dessins de Monsieur le chien), 2021  (ISBN 979-10-3820-083-8)
  - Tome 2 (dessins de Monsieur le chien), 2022  (ISBN 979-10-3820-096-8)
  - Tome 3 (dessins de Monsieur le chien), 2023  (ISBN 979-10-3820-457-7)
  - Tome 4 (dessins de Monsieur le chien), 2023  (ISBN 979-10-3820-592-5)
  - Tome 5 : Adrian Carton de Wiart (dessins de Monsieur le chien), 2024  (ISBN 979-10-3820-744-8)
  - Toujours prêtes ! (dessins de Virginie Augustin), 2023  (ISBN 979-10-3820-470-6)
  - Les guerres napoléoniennes (dessins de Prieur et Malgras), 2024  (ISBN 979-10-3820-687-8)
- Plus vite, plus haut, plus sport, éd. Audie, 2024  (ISBN 979-10-3820-703-5)
- Albert Roche (dessins d'Éric Stalner), éd. Bamboo, 2024  (ISBN 979-10-411-0374-4)

### Jeux de société
- Labo Escape (illustrations d'Alexandre Roux), éd. Deux coqs d'or, 2020  (ISBN 978-2-01-713464-0)
- Arsène Lupin Escape (illustrations de Gérard Guerlais), éd. Deux coqs d'or, 2021  (ISBN 978-2-01-716072-4)
- Nautilus Escape (illustrations de Pauline Merlaut), éd. Deux coqs d'or, 2021  (ISBN 978-2-01-716082-3)
- Labyrinthe Escape (illustrations d'Alexandre Roux), éd. Deux coqs d'or, 2022  (ISBN 978-2-01-720363-6)

## Prix et distinctions
- 2023 : Prix Atomium de Bruxelles, avec Monsieur le chien, pour le troisième tome du Petit Théâtre des opérations[11].